# Fiona Kolbinger
Fiona Kolbinger (Bonn, 24 mei 1995) is een Duitse wielrenster.

## Levensloop
Kolbinger studeert geneeskunde te Heidelberg.
In 2019 won ze als eerste vrouw de Transcontinental Race. Ze legde de wielerwedstrijd van meer dan 4.000 kilometer af in 10 dagen, 2 uur en 48 minuten en versloeg alzo haar ruim 200 mannelijke en 40 vrouwelijke concurrenten. Ze volgt hiermee drievoudig winnaar van de wedstrijd Kristof Allegaert op. De ultraduurwedstrijd startte dat jaar aan de Zwarte Zee en eindigde in het noordwesten van Frankrijk.